# Perros salvajes (canción)
«Perros salvajes» es el segundo sencillo oficial que se desprende del álbum Prestige del cantante puertorriqueño Daddy Yankee.

"Decidí grabar 'Perros Salvajes' para todos los amantes del género urbano como yo, en todas mis producciones aparte de grabar el video de los sencillos oficiales siempre grabó los videos más calle para estar ligado a la raíz del movimiento. También porque es un tema que tiene una vibra única, desde que tú oyes la canción sabes identificarla por su ritmo pegajoso, "preecauusiooon, llegaron los perros salvajes""
Daddy Yankee en entrevista

## Posicionamiento en listas y certificaciones

### Listas semanales
| Listas (2013)                 | Mejor posición |
| ----------------------------- | -------------- |
| VCM                           | 64             |
| Bolivia Top 100 Singles Chart | 7              |